# Прентис (окръг, Мисисипи)
Окръг Прентис (на английски: Prentiss County) е окръг в щата Мисисипи, Съединени американски щати. Площта му е 1083 km², а населението - 25 276 души (2010). Административен център е град Бунвил.